# 乳泉村の子
『乳泉村の子』（にゅうせんむらのこ 原題：清凉寺的鐘声）は、1991年制作の中国・香港合作映画。中国残留孤児を題材にした映画である。

## あらすじ
終戦後の1945年、中国・河南省乳泉村。草むらの中に日本人の赤ん坊が捨てられているのを村の産婆・羊角（ヤンチャオ）が拾い上げ、家に連れて帰る。
羊角には耳の不自由な息子・葫蘆（フールー）がおり、彼の将来の事を考えた羊角はその赤ん坊を「狗娃」と名付け、自分の孫として育てる事を決める。しかし、娘の秀秀（シウシウ）が狗娃を実の弟のように可愛がるのとは対照的に、葫蘆は彼を嫌った。
さらに、戦争で日本に恨みを持つ村人たちからも狗娃は嫌われ、いじめられるが、羊角や秀秀の愛情を受けて狗娃はすくすくと成長し、やがて葫蘆も彼に優しく接するようになる。
しかしその後、葫蘆の事故死、養父母からの虐待、さらに秀秀の結婚など、狗娃は波乱の人生をたどった末、仏門に入り、明鏡（ミンチン）という僧侶となる。
時は流れ、立派な法師となった明鏡＝狗娃は日中友好の使節である中国仏教団体の一員として、親の母国・日本へ行く事になった。そして、実の母親・大島和子に再会するのだった。

## キャスト
- 羊角（ヤンチャオ）：丁一（ティン・イー）
- 葫蘆（フールー）：尤勇
- 秀秀（シウシウ）：李婷（リー・ティン）
- 明鏡（ミンチン）法師：濮存昕（プー・ツンシン）
- 大島和子：栗原小巻
- 加藤美智子：川田あつ子
- 一葦（イーウェイ）法師：朱旭
- 山本老人：稲岡正順